# Xu Yinsheng
Xu Yinsheng (kinesiska: 徐寅生), född den 12 maj 1938 i Shanghai, Kina, är en kinesisk bordtennisspelare.
Vid världsmästerskapen i bordtennis 1963 i Prak tog han VM-guld i herrlag och VM-silver i herrdubbel.
Två år senare vid världsmästerskapen i bordtennis 1965 i Ljubljana tog han VM-guld i herrlag och VM-guld i herrdubbel.